# Kokeshi

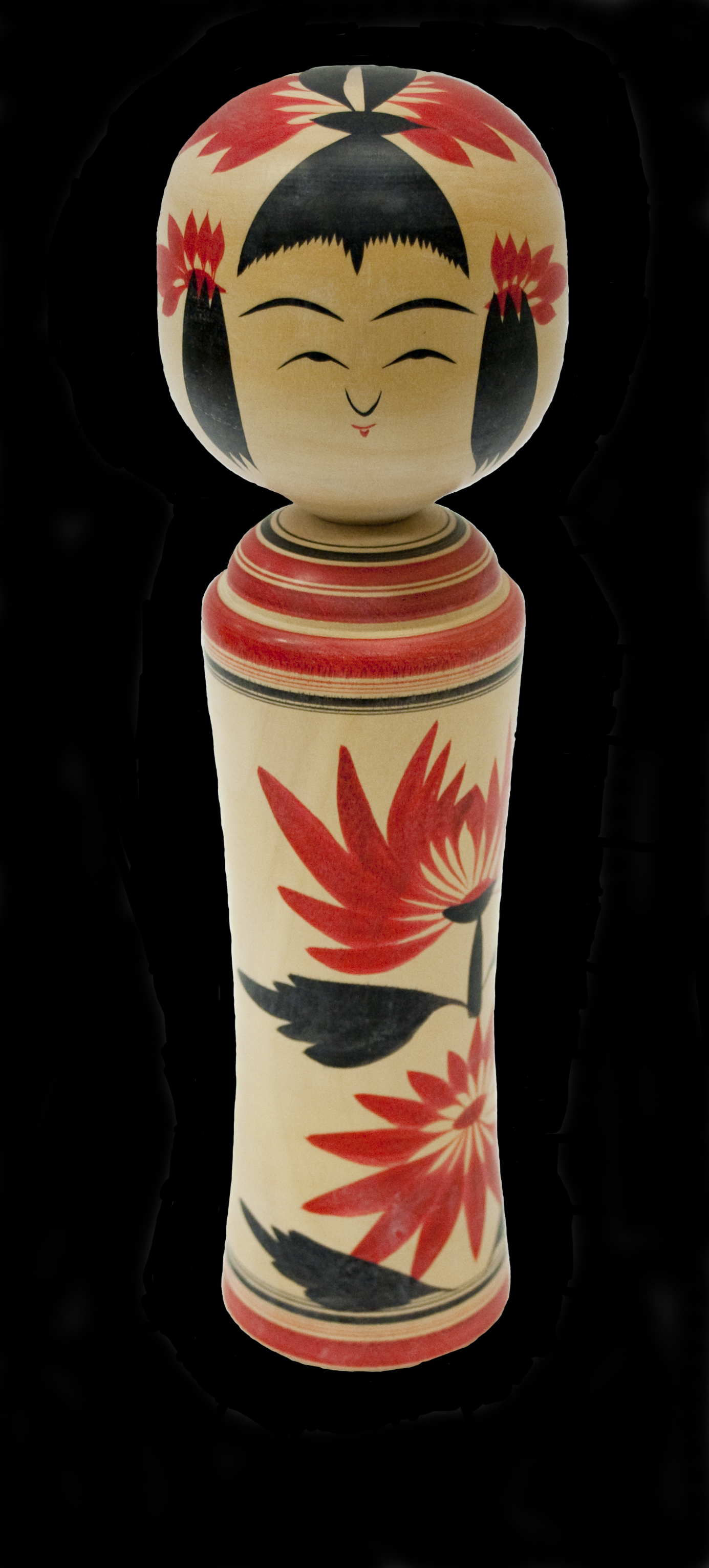
Kokeshi w tradycyjnym stylu

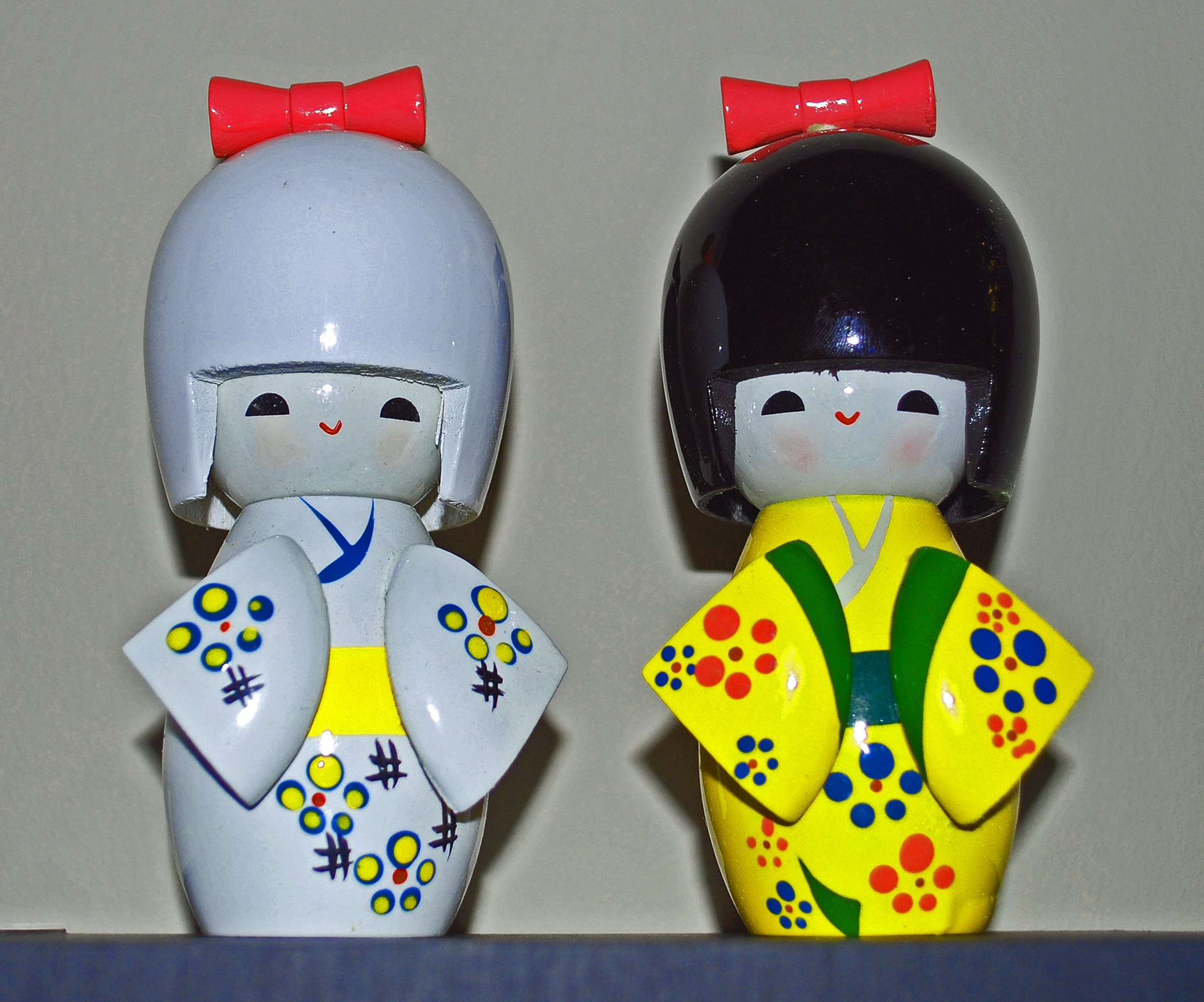
Lalki kokeshi w wersji współczesnej

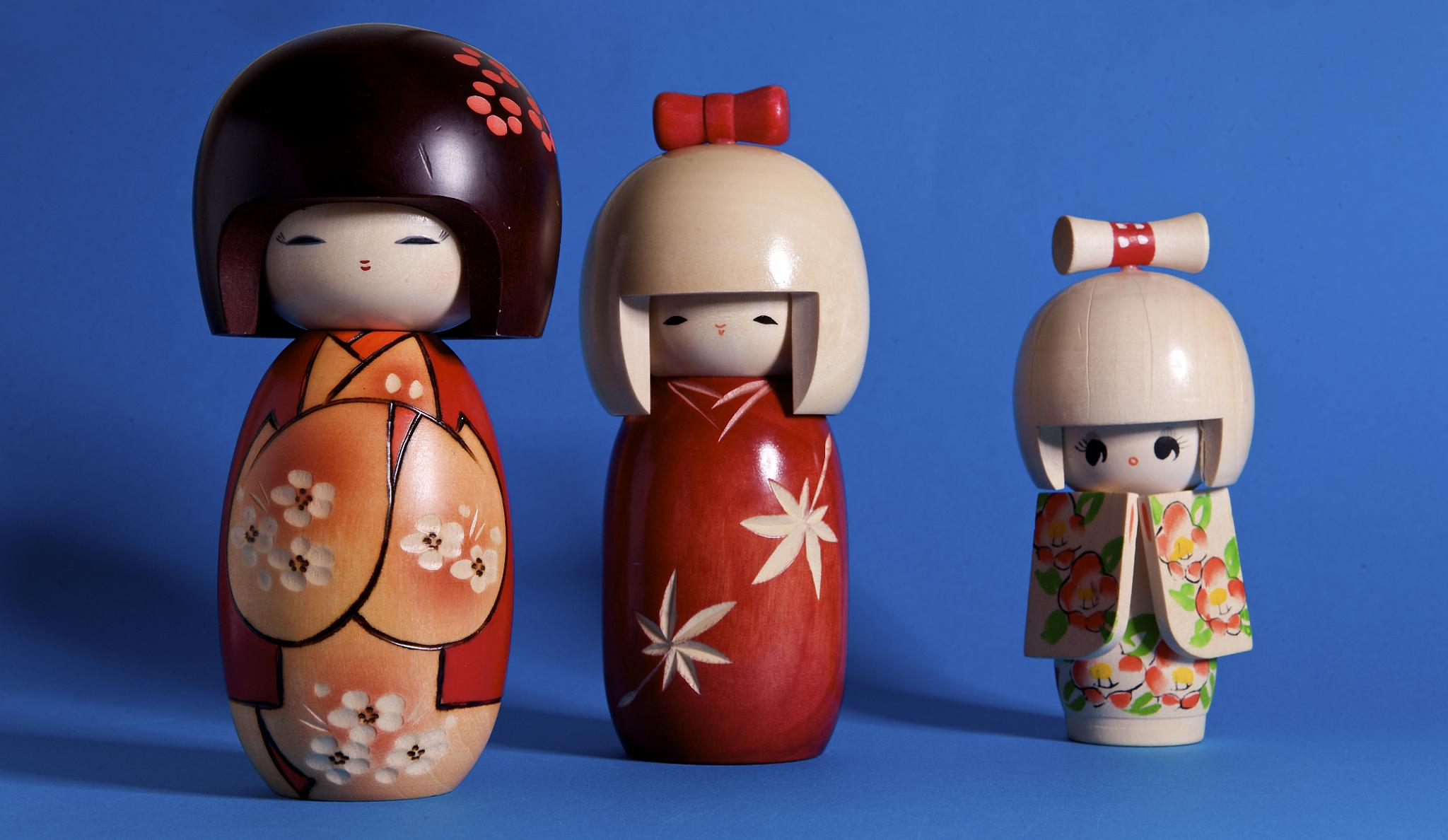
Kokeshi dzieci

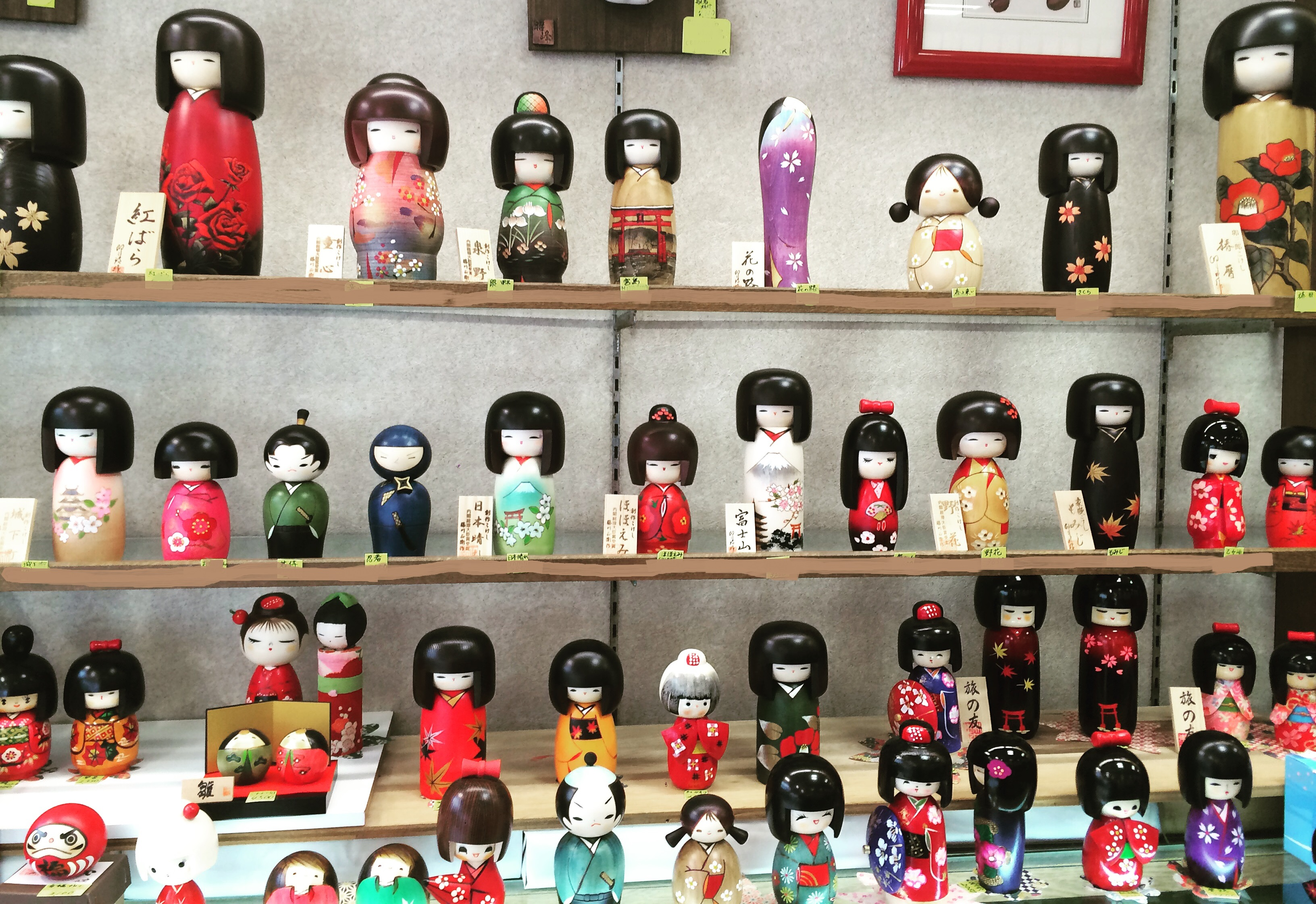
Galeria kokeshi (na drugiej półce od góry, trzecia i czwarta od lewej, figurki chłopców: „młody samuraj” i „ninja”, a w lewym, dolnym rogu daruma-kokeshi)

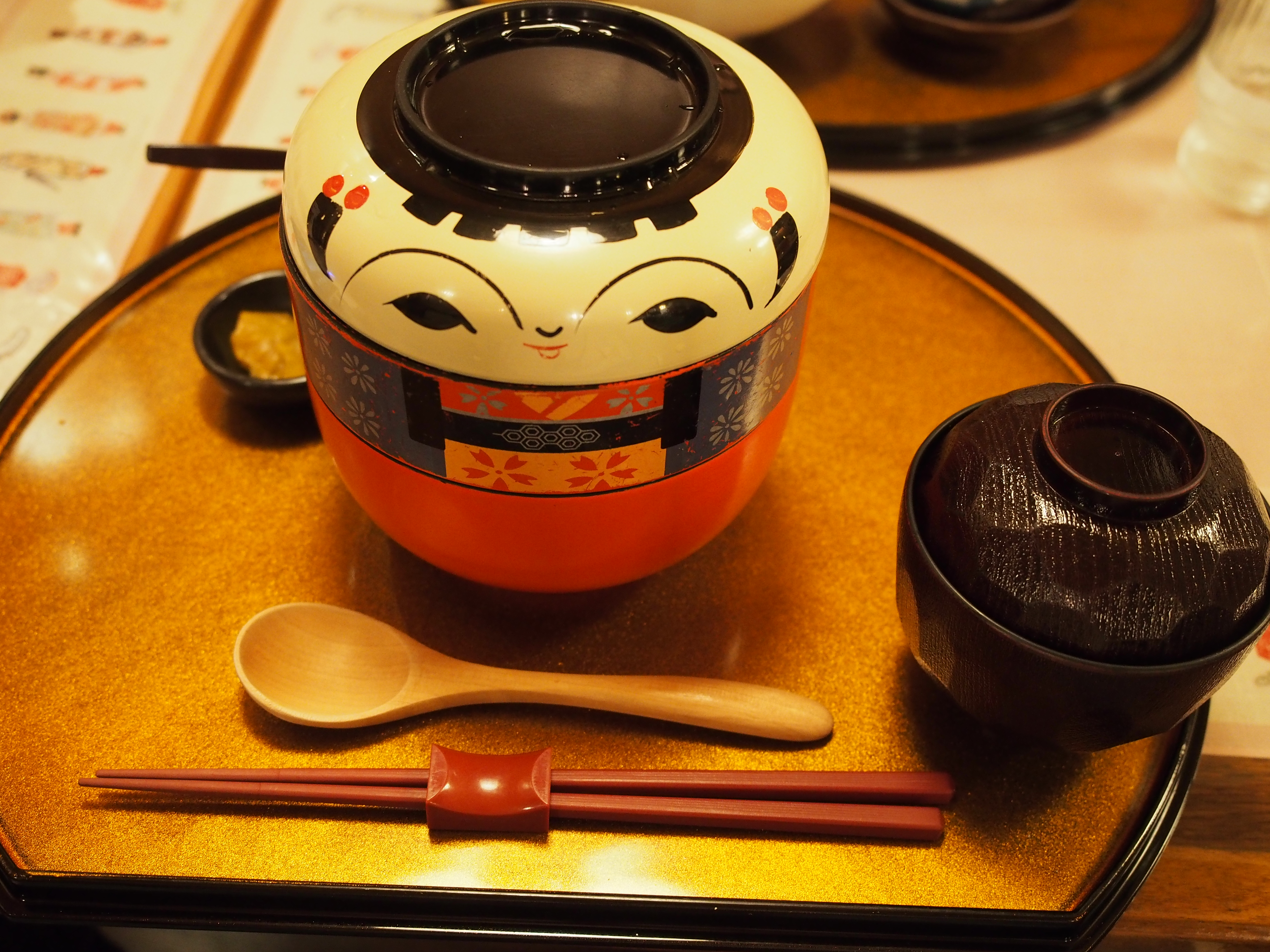
Miseczka jako kokeshi

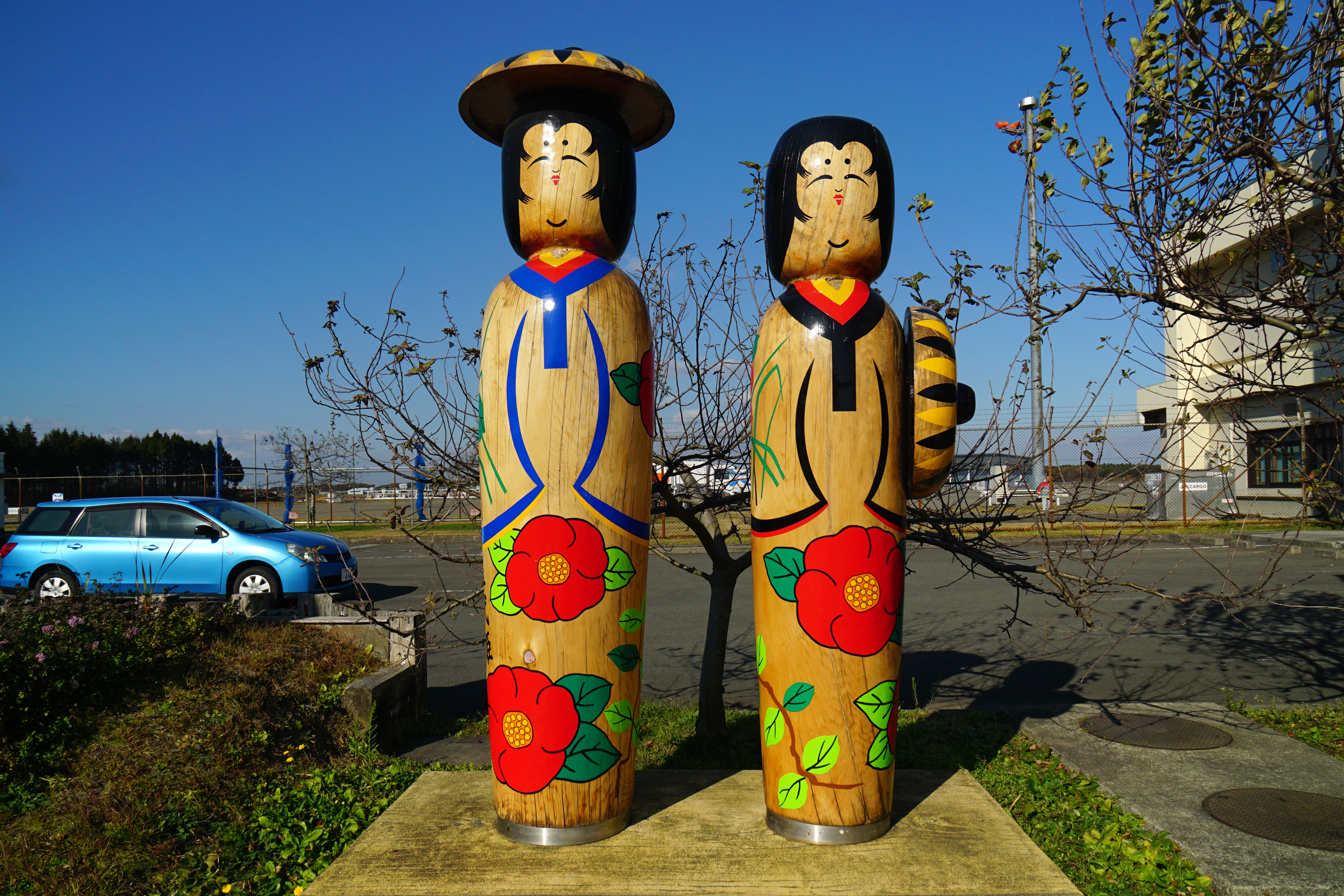
Para kokeshi na lotnisku w Misawa, w prefekturze Aomori

Kokeshi (kokeshi ningyō) (jap. 小芥子 (小芥子人形), こけし) – rodzaj tradycyjnej lalki japońskiej, bez kończyn, wykonywanej z drewna.

## Proces produkcji
Kokeshi pochodzą z północno-wschodniej części wyspy Honsiu, z regionu Tōhoku, znanego z gorących źródeł (onsen). Dziś miasto Sendai w prefekturze Miyagi jest uważane za „stolicę kokeshi”. 
W zależności od regionu, dostępności drewna i tradycji wykonywane są ręcznie m.in. z: grabu japońskiego (jap. shide, łac. Carpinus japonica), derenia pagodowego, (mizuki,  Cornus controversa), brzostownicy japońskiej (keyaki, Zelkova serrata), klonu rdzawego (urihadakaede, Acer rufinerve Siebold et Zucc.), klonu mandżurskiego (itayakaede, Acer mono Maxim. lub Acer pictum),  kamelii japońskiej (tsubaki, Camellia japonica).   
Drzewa są ścinane jesienią, gdy zrzucają liście i nie absorbują wilgoci. Dalszy proces produkcji jest uzależniony od gatunku drzewa. Z jednych usuwa się korę i suszy co najmniej sześć miesięcy do roku, inne przetwarzane są na surowo, a następnie suszone za pomocą suszarki.
Po usunięciu sęków i innych wad, drewno jest cięte na pożądaną długość, na okrągłe kawałki o wymaganej grubości tak, aby zminimalizować potrzebę rzeźbienia za pomocą specjalnej tokarki lub innych maszyn. W kolejnej fazie klocek jest kształtowany przez rzemieślnika i po nadaniu wymaganego kształtu drewno jest polerowane i następnie – jeśli jest taka potrzeba – rozgrzanym drutem chromonikielinowym wypala się zarysy wzoru. Każda lalka jest następnie ręcznie malowana, w przypadku produktów ogólnych bez tworzenia szkicu, więc intuicja i umiejętności rzemieślnika są niezbędne.

## Opis
Kokeshi mają prosty tułów i okrągłą główkę. Z reguły mają cylindryczny korpus, tradycyjnie malowany na czerwono i czarno, ale także zielono, purpurowo, niebiesko lub żółto. Są pokryte cienką warstwą wosku lub lakieru w celu ochrony kolorów. Jedną z cech charakterystycznych lalek kokeshi jest brak kończyn. Niektóre z nich mają ruchome głowy, które można ustawiać w różny sposób. Każdy rzemieślnik ma swoją typową formę i styl. W ostatnich dekadach tradycyjne formy stają się coraz rzadsze. Są one zastępowane przez produkowane przemysłowo figury, które określa się innym słownictwem projektowym.

## Historia
Lalki pojawiły się pierwotnie w połowie okresu Edo (1600–1868). Były sprzedawane osobom, które odwiedzały gorące źródła w północno-wschodniej części kraju. Ich wytwórcami byli kijishi (木地師), rzemieślnicy posługujący się kołem garncarskim, przyzwyczajeni do robienia naczyń i misek, którzy rozpoczęli wykorzystywanie swoich zdolności i narzędzi do tworzenia prostych lalek jako zabawek i pamiątek dla osób odwiedzających onseny w Shinchi Shuraku, niedaleko Tōgatta Onsen w Zaō, skąd techniki tworzenia kokeshi rozprzestrzeniły się na inne uzdrowiska (spa) w regionie Tōhoku. 
Tradycyjny kształt kokeshi, z dużymi, okrągłymi głowami i korpusami bez kończyn, pozwala przypuszczać, że były one używane w regionach gorących źródeł jako narzędzia do masażu kluczowych punktów nacisku kuracjuszy poddawanych zabiegom leczniczym.
Lalki mogły mieć pierwotnie znaczenie duchowe, reprezentując życzenie zdrowia dla dziecka.

## Nazewnictwo
Pochodzenie nazwy kokeshi nie jest jasne. Historycznie zapisywano ją przy pomocy znaków ateji, w tym: 小芥子, 木牌子, 木形子 i 木芥子. Istnieje przekonująca teoria, że słowo kokeshi zostało złożone ze słów: „drewno” (木 ki, ko) lub „mały” (小, ko) oraz „miniaturowa, bardzo mała (jak ziarnko maku) lalka” (芥子人形, keshi-ningyō), gdzie 芥子 keshi oznacza mak lekarski (Papaver somniferum). Nazwa kokeshi może także pochodzić od kombinacji imion nadawanych drewnianym lalkom w różnych regionach ich wytwarzania. W macierzystym regionie Tōhoku lalki nosiły różne nazwy lokalne: kogesu, kōgeshi, kokesunboko, kiboko, deko, deku.

## Wzory lalek
Artyści i producenci lalek dzielą je na dwa typy: „tradycyjny” i „kreatywny”. Tradycyjne kształty i wzory lalek kokeshi (伝統こけし, dentō-kokeshi) są specyficzne dla określonego obszaru i były klasyfikowane w przeszłości według 11 typów. Z biegiem lat tworzyły się jednak nowe style, a dawnym nadawano świeży charakter. Spośród nich dominującą jest odmiana Naruko, oryginalnie wykonywana w prefekturze Miyagi. Można ją również znaleźć w prefekturach: Akita, Iwate i Yamagata. Główna ulica wioski o nazwie Naruko Onsen znana jest jako ulica kokeshi i ma sklepy obsługiwane bezpośrednio przez rzeźbiarzy lalek.
Po II wojnie światowej rozpoczęto poszukiwania nowych stylów, odbiegających od tradycyjnych i nie związanych z konkretnymi regionami kraju. Są to lalki „kreatywne” (創作こけし sōsaku-kokeshi) lub „nowego typu, stylu” (新型こけし, shingata-kokeshi). 
Od czasu trzęsienia ziemi u wybrzeży regionu Tōhoku w 2011 roku zauważalny jest ponowny trend zainteresowania lalkami kokeshi. Cechuje się kreatywnością wykraczającą daleko poza tradycję. Przykładem może być akcja reklamowa lotniska w Sendai, w czasie której sporządzono plakat i maskotki przedstawiające tradycyjną lalkę kokeshi ze skrzydłami, jako samolot. Zaczęły pojawiać się nowe, często kontrowersyjne pomysły: kokeshi-latarka LED przydatna w czasie trzęsienia ziemi, Kubuś Puchatek, czy Darth Vader jako kokeshi. Przykłady te, podtrzymując tradycję, pokazują na możliwości realizowania nowych wyzwań. 

## Kokeshi, daruma, matrioszki
Kolekcjonowanie kokeshi znów więc stało się modne i jest nazywane „trzecim boomem” popularności, po przedwojennym i tym, który pojawił się w połowie lat 70. XX wieku. W Naruko wytwarzane są nie tylko tradycyjne lalki japońskie, ale także unikalne, w tym „naruko engi matryoshka kokeshi”, czyli rosyjskie matrioszki z białej brzozy. 
Matrioszka powstała w 1890 roku wskutek inspiracji japońskimi lalkami kokeshi i darumy, które przywiozła z Japonii żona przedsiębiorcy, mecenasa sztuki i kolekcjonera, Sawwy Mamontowa (1841–1918). Po restauracji Meiji i otwarciu Japonii na świat wymiana kulturalna i zainteresowanie wzrosło.
Pierwszy rosyjski zestaw lalek, składający się z ośmiu części, został stworzony przez rzemieślnika, snycerza Wasyla Zwiozdoczkina (1876–1956) i namalowany przez Siergieja Maliutina (1859–1937), który był malarzem ludowym w posiadłości Mamontowa, w Abramcewie, usytuowanej kilkadziesiąt kilometrów na północ od Moskwy. Rezydencja ta była rodzajem salonu artystycznego, miejscem spotkań malarzy, rzeźbiarzy, kompozytorów, aktorów, architektów i śpiewaków.   
Żona Sawwy Mamontowa zaprezentowała matrioszki na paryskiej wystawie światowej L'Exposition universelle de 1900 (lub L'Exposition de Paris 1900) w 1900 roku, gdzie zabawka zdobyła brązowy medal, a następnie popularność.